# 泰奧加特勒斯 (紐約州)
泰奧加特勒斯（英語：Tioga Terrace）是位於美國紐約州泰奧加縣的普查規定居民點。

## 人口
根據2020年美國人口普查的數據，泰奧加特勒斯的面積為2.60平方千米，皆為陸地。當地共有人口2082人，而人口密度為每平方千米800.77人。